# 藤森克彦
藤森 克彦（ふじもり かつひこ、1965年 - ）は、日本の社会福祉学者。専門は、社会保障政策。みずほリサーチ&テクノロジーズ社会保障藤森クラスター主席研究員。

## 略歴
長野県諏訪郡下諏訪町出身。長野県諏訪清陵高等学校を経て、1989年国際基督教大学教養学部卒業。1992年国際基督教大学大学院行政学研究科修士修了、富士総合研究所（現・みずほリサーチ&テクノロジーズ）入社。1996年同社ロンドン駐在研究員。2000年同社調査研究部社会保障統括。2003年同社研究開発室社会保障統括。2004年みずほ情報総研（現・みずほリサーチ&テクノロジーズ）社会保障藤森クラスター主任研究員、みずほリサーチ&テクノロジーズ社会保障藤森クラスター主席研究員。2017年日本福祉大学福祉経営学部医療・福祉マネジメント学科教授兼務。2018年同大学大学院医療・福祉マネジメント研究科教授。2021年同大学福祉経営学部長。

## 著書

### 単著
- 『構造改革ブレア流』 TBSブリタニカ 2002年
- 『単身急増社会の衝撃』 日本経済新聞出版社 2010年
- 『単身急増社会の希望』  日本経済新聞出版社 2017年

### 共著
- 『知っておきたいPFI法 （改訂版）』 富沢幸弘 共著 国立印刷局 2003年
- 『マニフェストで政治を育てる』 大山礼子 共著 雅粒社 2004年
- 『人生100年時代の年金制度』 共著 法律文化社 2021年

## メディア出演
- 『日曜討論』 NHK
- 『日本の、これから』 NHK 2011年2月12日放送